# 霍維藎
霍維藎（1524年—？），字愛夫，號健斋，直隸廣平府曲周縣人，民籍，明朝政治人物。

## 生平
嘉靖三十四年（1555年）乙卯科順天府鄉試第二十名舉人。嘉靖四十四年（1565年）中式乙丑科二甲第六十四名進士。大理寺观政，本年十二月授刑部主事，隆慶三年三月升员外郎，六年十一月復除本部。萬曆元年（1573年）五月升郎中，二年正月升南阳知府，六年八月升陕西副使，八年十二月升参政，十年正月调簡。十一年正月以副使降调，十三年六月調補湖广参议，十五年二月升四川副使，十月致仕。

## 家族
曾祖霍雲；祖父霍俊，知縣；父霍光先，知縣。母劉氏；繼母楊氏。兄维翰、维藩（主簿）、维垣（禮生）、弟维諫。